# Farmersville (Nueva York)
Farmersville es un pueblo ubicado en el condado de Cattaraugus en el estado estadounidense de Nueva York. En el año 2000 tenía una población de 1.028 habitantes y una densidad poblacional de 8.3 personas por km².

## Geografía
Farmersville se encuentra ubicado en las coordenadas 42°24′4″N 78°23′56″O / 42.40111, -78.39889.

## Demografía
Según la Oficina del Censo en 2000 los ingresos medios por hogar en la localidad eran de $37,813, y los ingresos medios por familia eran $42,500. Los hombres tenían unos ingresos medios de $31,389 frente a los $22,137 para las mujeres. La renta per cápita para la localidad era de $16,291. Alrededor del 11.1% de la población estaban por debajo del umbral de pobreza.